# Strangalomorpha mitonoi
Strangalomorpha mitonoi là một loài bọ cánh cứng trong họ Cerambycidae.